# マリー＝イザベル・ロンバ
マリー＝イザベル・ロンバ（Marie-Isabelle "Marisabel" Lomba、1974年8月17日 - ）はベルギーのシャルルロワ出身の柔道選手。階級は56kg級。身長165cm。

## 人物
1995年の世界選手権56kg級では5位となった。翌年の1996年アトランタオリンピックでは2回戦で韓国の鄭善溶に技ありで敗れるも、敗者復活戦では溝口紀子を技ありなどで下すと、3位決定戦でも中国の劉闖を大外刈で破って銅メダルを獲得した。1997年にはヨーロッパ選手権で優勝するが、世界選手権では5位に終わった。1998年のワールドカップ団体戦ではベルギーチームの一員として3位になった。2000年シドニーオリンピック57kg級では準々決勝でキューバのドリュリス・ゴンサレスに有効で敗れると、敗者復活戦でもフランスのバーバラ・アレルに裏投で敗れて9位に終わった。

## 主な戦績
56kg級での戦績
- 1991年 - ベルギージュニア国際　3位
- 1992年 - ベルギー国際　優勝
- 1992年 - ヨーロッパジュニア　5位
- 1993年 - オランダ国際　3位
- 1994年 - チェコ国際　3位
- 1994年 - ポーランド国際　優勝
- 1994年 - フランス語圏競技大会　2位
- 1995年 - オランダ国際　5位
- 1995年 - 世界選手権　5位
- 1996年 - フランス国際　3位
- 1996年 - アトランタオリンピック　3位
- 1997年 - フランス国際　5位
- 1997年 - オランダ国際　優勝
- 1997年 - ヨーロッパ選手権　優勝
- 1997年 - 世界選手権　5位

57kg級での戦績　
- 1998年 - フランス国際　3位
- 1998年 - ドイツ国際　3位
- 1998年 - ワールドカップ団体戦　3位
- 1999年 - チェコ国際　3位
- 2000年 - ロシア国際　3位
- 1992年 - ハンガリー国際　3位
- 2000年 - ポーランド国際　2位
- 2000年 - オランダ国際　優勝
- 2000年 - シドニーオリンピック　9位
- 2001年 - ブルガリア国際　3位
- 2001年 - ドイツ国際　3位
- 2001年 - 世界選手権　7位
- 2001年 - グランプリ・セビリア　5位
- 2002年 - ロシア国際　優勝
- 2002年 - オランダ国際　3位
- 2003年 - ロシア国際　5位
- 2003年 - オランダ国際　2位